# پرستوی اقیانوس آرام
پرستوی اقیانوس آرام (نام علمی: Hirundo tahitica) نام یک گونه از سرده پرستوهای نمادین است.

## نگارخانه

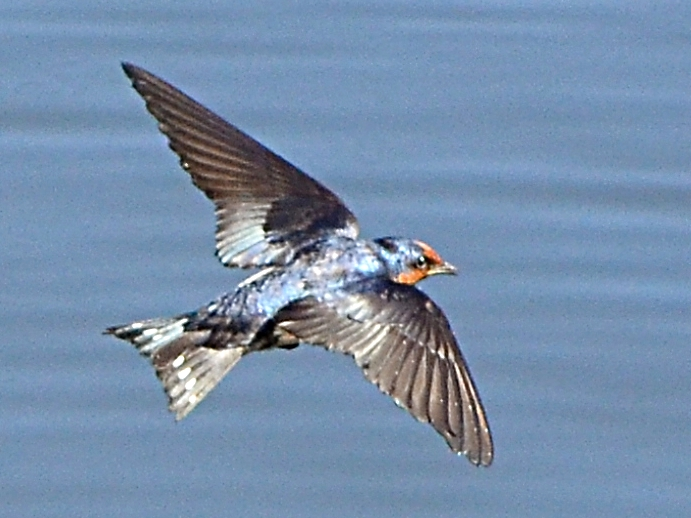
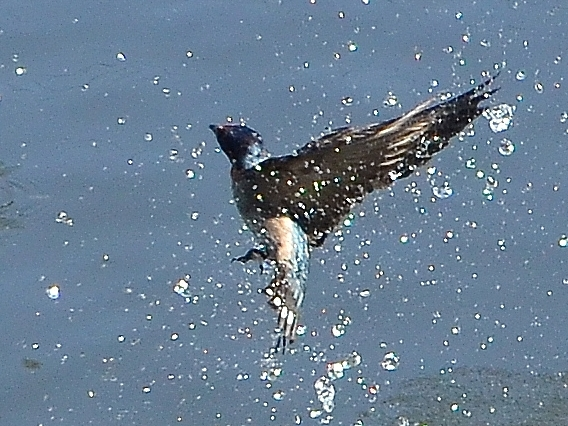
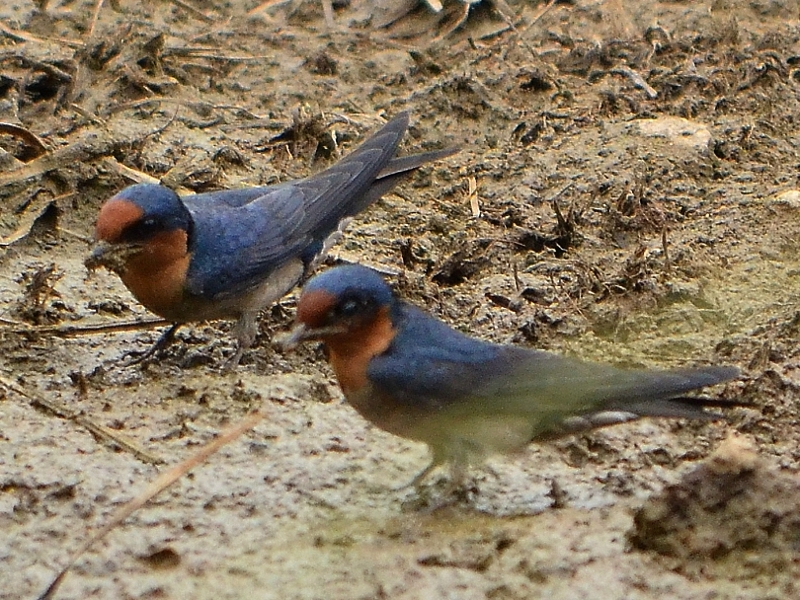
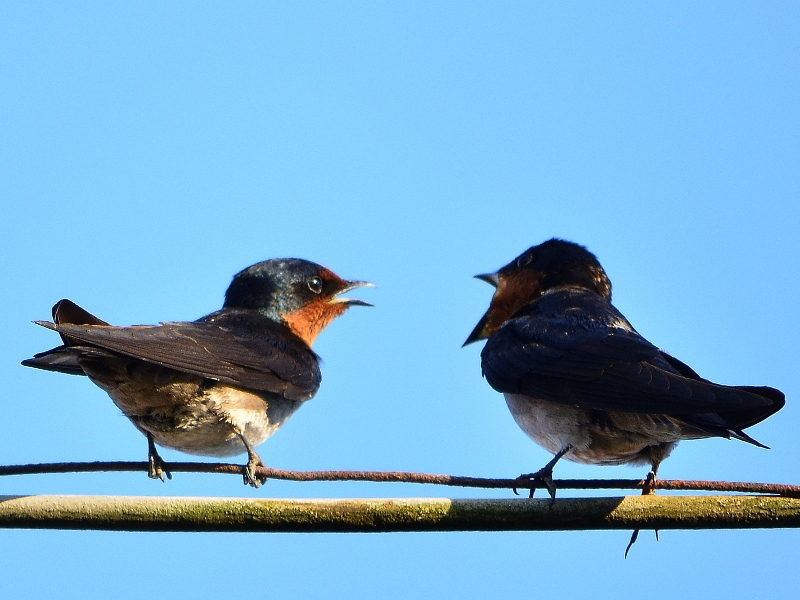